# Callicebus
Callicebus Thomas, 1903 è un genere di scimmie sudamericane appartenente alla famiglia Pitheciidae, unico genere della sottofamiglia Callicebinae.
Al genere vengono ascritti gli animali conosciuti col nome comune complessivo di callicebi o tití: essi vivono prevalentemente nella foresta pluviale amazzonica di Colombia meridionale, Perù, Brasile e Paraguay settentrionale.

## Descrizione
Si tratta di animali di medie dimensioni (lunghezza totale compresa fra il mezzo metro ed i 90 cm), per un peso che raramente supera il chilogrammo: le varie specie sono piuttosto simili fra loro morfologicamente, ma presentano colori differenti. Generalmente, il pelo, lungo e soffice al tatto, tende a schiarirsi nella zona ventrale, mentre alcune specie presentano disegni scuri o chiari, contrastanti col colore del resto del mantello, sulla fronte. Gli esemplari ascritti al sottogenere Torquatus presentano un collare bianco attorno al collo. La coda, semiprensile, è più lunga del corpo e ricoperta di pelo.

## Biologia
Si tratta di animali diurni ed arboricoli, molto agili ed attivi, che utilizzano le zampe posteriori, leggermente più lunghe di quelle anteriori, per saltellare di ramo in ramo (il loro nome in tedesco è Springaffen, "scimmie saltatrici"), che prediligono le zone di foresta densa nei pressi di fonti d'acqua permanenti: di notte si riposano assieme in cavità dei tronchi d'albero, ma anche nelle ore più torride della giornata possono rifugiarsi nella vegetazione più fitta per sfuggire al calore in stato di torpore.

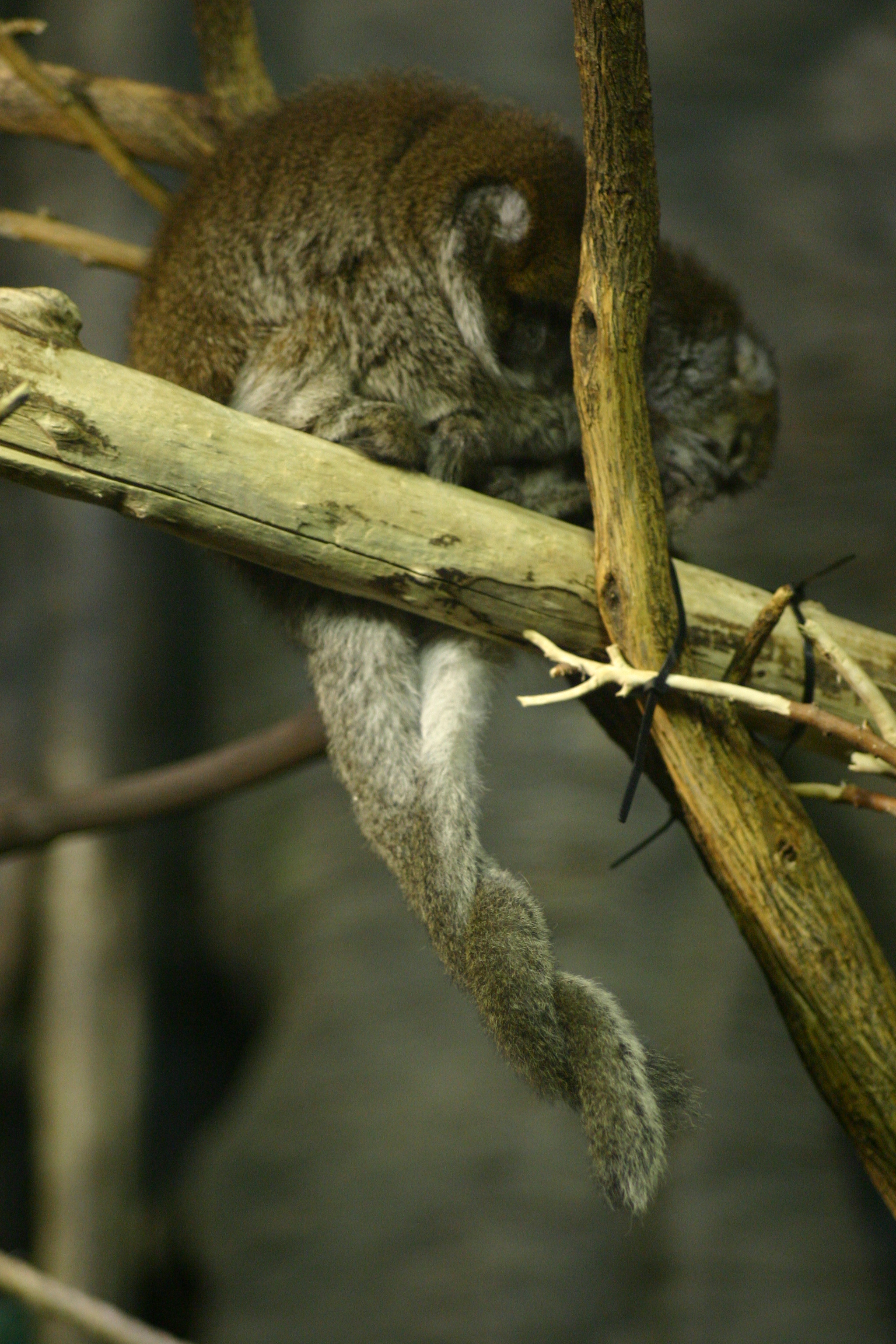
Coppia di Callicebus donacophilus: notare le code intrecciate.

Vivono in gruppi familiari, formati da una coppia riproduttrice coi propri cuccioli di età differenti, per un totale di 2-7 individui per gruppo: ciascun gruppo delimita tramite vocalizzazioni e secreti di una ghiandola posta sul mento un proprio territorio, il quale viene difeso accanitamente da eventuali intrusi. Gli appartenenti allo stesso gruppo sono assai sociali fra loro: non è raro osservare questi animali, nei momenti di relax, intrecciare le proprie code oppure effettuare il grooming reciproco.
Si nutrono principalmente di frutta matura, anche se non disdegnano mangiare altro materiale di origine vegetale (foglie, fiori) ed animale (invertebrati, piccoli vertebrati e le loro uova).
I titi formano coppie monogame e durature: la gestazione dura circa cinque mesi, al termine dei quali la femmina dà alla luce un unico cucciolo ed assai raramente (meno del 2% dei parti totali) dei gemelli. In questo caso, spesso la madre abbandona uno dei cuccioli, spesso l'ultimo nato: quest'ultimo può tuttavia venire adottato da esemplari dei gruppi vicini, attratti dai suoi richiami.

I cuccioli, curati principalmente dal padre, vengono svezzati attorno ai cinque mesi d'età ed a due anni raggiungono la taglia definitiva: non si allontanano tuttavia dal proprio gruppo familiare prima di aver compiuto almeno tre anni.
In cattività, esemplari della specie Callicebus moloch sono vissuti per oltre 25 anni: in natura, la speranza di vita di questi animali è stimata attorno ai 13 anni: le specie del sottogenere Torquatus vivono invece attorno ai 12 anni allo stato brado.

## Tassonomia
In passato i generi Callicebus e Torquatus venivano ambedue ascritti alla famiglia Callitrichidae,  attualmente considerata una sottofamiglia dei Cebidi; in seguito, i due generi vennero piazzati in una famiglia a sé stante (Callicebidae). Attualmente il genere Callicebus, comprendente i sottogeneri Callicebus e Torquatus, è considerato l'unico genere della sottofamiglia Callicebinae (famiglia Pitheciidae).
Sino al 1963 al genere Callicebus venivano ascritte solo due specie: Callicebus moloch, con 7 sottospecie, e Callicebus torquatus, con 3 sottospecie.
Nei decenni successivi il numero di specie ascritte al genere è notevolmente aumentato. Tale fenomeno è dovuto a due fattori: la scoperta di nuove specie, a seguito di nuove spedizioni in territori inesplorati o scarsamente conosciuti del bacino amazzonico, e la tendenza di molti studiosi odierni allo scorporo delle sottospecie dalle specie nominali, in accordo col concetto di specie ecologica piuttosto che biologica.
Una revisione sistematica del 1990 portava a 13 le specie riconosciute, con complessivi 25 taxa suddivisi in quattro gruppi (gruppo C. modestus, gruppo C. donacophilus, gruppo C. moloch e gruppo C. torquatus).
Nel 2002, una revione di van Roosmalen et al. ha portato a 28 il numero delle specie note, suddividendole in cinque cladi:
- gruppo Callicebus donacophilus: Callicebus modestus, Callicebus donacophilus, Callicebus pallescens (in precedenza considerata una sottospecie di C. donacophilus), Callicebus olallae e Callicebus oenanthe.
- gruppo Callicebus moloch: Callicebus cinerascens, Callicebus hoffmannsi, Callicebus baptista (in precedenza considerata una sottospecie di C. hoffmannsi), Callicebus brunneus, Callicebus moloch e Callicebus bernhardi.
- gruppo Callicebus cupreus: Callicebus cupreus, Callicebus discolor (in precedenza considerata una sottospecie di C. cupreus), Callicebus ornatus (in precedenza considerata una sottospecie di C. cupreus), Callicebus caligatus, Callicebus dubius e Callicebus stephennashi.
- gruppo Callicebus torquatus: Callicebus torquatus, Callicebus lugens  (in precedenza considerata una sottospecie di C. torquatus), Callicebus purinus (in precedenza considerata una sottospecie di C. torquatus), Callicebus lucifer (in precedenza considerata una sottospecie di C. torquatus), Callicebus regulus (in precedenza considerata una sottospecie di C. torquatus) e Callicebus medemi (in precedenza considerata una sottospecie di C. torquatus).
- gruppo Callicebus personatus: Callicebus personatus, Callicebus melanochir (in precedenza considerata una sottospecie di C. personatus), Callicebus nigrifrons (in precedenza considerata una sottospecie di C. personatus), Callicebus barbarabrownae (in precedenza considerata una sottospecie di C. personatus) e Callicebus coimbrai.

Tale classificazione è sostanzialmente adottata anche da Wilson nella terza edizione dell'opera Mammal species of the World (2005) che riconosce per l'appunto 28 specie. Successivamente alla pubblicazione dell'opera sono state descritte altre 5 nuove specie: Callicebus aureipalatii, Callicebus caquetensis, Callicebus vieirai, Callicebus miltoni, Callicebus urubambensis.
Pertanto al 2015 le specie riconosciute sono 33, così suddivise:
- Sottogenere Callicebus
  - Gruppo C. cupreus
    - Callicebus aureipalatii Wallace, 2005 - callicebo GoldenPalace.com[10]
    - Callicebus caligatus (Wagner, 1842) - callicebo dal ventre rosso
    - Callicebus caquetensis Defler et al., 2010 - callicebo di Caquetà[11]
    - Callicebus cupreus (Spix, 1823) - callicebo rosso
    - Callicebus discolor (I. Geoffroy & Deville, 1848) - callicebo dalla coda bianca
    - Callicebus dubius Hershkovitz, 1988 - callicebo misterioso
    - Callicebus ornatus (Gray, 1866) - callicebo ornato
    - Callicebus stephennashi van Roosmalen et al., 2002 - callicebo di Stephen Nash

  - Gruppo C. donacophilus
    - Callicebus donacophilus (d'Orbigny, 1836) - callicebo della Bolivia
    - Callicebus modestus Lönnberg, 1939 - callicebo di Lonnberg
    - Callicebus oenanthe Thomas, 1924 - callicebo delle Ande
    - Callicebus olallae Lönnberg, 1939 - callicebo del Rio Beni
    - Callicebus pallescens Thomas, 1907 - callicebo bianco
    - Callicebus urubambensis Vermeer & Tello-Alvarado, 2015 - callicebo dell'Urubamba[14]

  - Gruppo C. moloch
    - Callicebus baptista Lönnberg, 1939 - callicebo del Lago Baptista
    - Callicebus bernhardi van Roosmalen et al., 2002 - callicebo del Principe Bernardo
    - Callicebus brunneus (Wagner, 1842) - callicebo bruno
    - Callicebus cinerascens (Spix, 1823) - callicebo cenerino
    - Callicebus hoffmannsi Thomas, 1908 - callicebo di Hoffmann
    - Callicebus miltoni Dalponte, Ennes Silva & de Sousa e Silva Jr., 2014 - callicebo di Milton[13]
    - Callicebus moloch (Hoffmannsegg, 1807) - callicebo grigio
    - Callicebus vieirai Gualda-Barros, Nascimento & Amaral, 2012 - callicebo di Vieira[12]

  - Gruppo C. personatus
    - Callicebus barbarabrownae Hershkovitz, 1990 - callicebo di Barbara Brown
    - Callicebus coimbrai Kobayashi & Langguth, 1999 - callicebo di Coimbra Filho
    - Callicebus melanochir (Wied-Neuwied, 1820) - callicebo costiero
    - Callicebus nigrifrons (Spix, 1823) - callicebo dalla fronte nera
    - Callicebus personatus (É. Geoffroy, 1812) - callicebo mascherato
- Sottogenere Torquatus
  - Callicebus lucifer Thomas, 1914 - callicebo lucifero
  - Callicebus lugens (Humboldt, 1811) - callicebo nero
  - Callicebus medemi Hershkovitz, 1963 - callicebo colombiano
  - Callicebus purinus Thomas, 1927 - callicebo del Rio Purus
  - Callicebus regulus Thomas, 1927 - callicebo dalla testa rossa
  - Callicebus torquatus (Hoffmannsegg, 1807) - callicebo dal collare

## Stato
Le popolazioni delle varie specie sono presenti con consistenza diversa in Bolivia, Brasile, Colombia, Ecuador, Perù e Venezuela. Del totale, tre quarti sono in Brasile, di cui 19 endemici.
Oltre la metà delle 35 specie ancora esistenti, e per le quali sono disponibili i dati, sono incluse nella categoria "a rischio minimo", le altre specie della sottofamiglia Callicebinae sono a diverso (anche grave) grado di rischio di estinzione: sei specie sono classificate come “In pericolo critico”, due come “in pericolo”, cinque come “vulnerabile” e due come “prossimo alla minaccia”. Delle specie "in pericolo critico", quattro sono state elencate tra i 25 primate più minacciati al mondo: C. barbarabrownae nel 2012, P. oenanthe nel 2014, P. caquetensis nel 2017, P. olallae nel 2020, P. grovesi nel 2022
C'è una tendenza generalizzata al declino, con solo quattro specie “Stabili”. Si sospetta che le popolazioni di diverse specie (37%) abbiano subito una riduzione compresa tra il 20% e l'80% negli ultimi 24 anni (tre generazioni) e che tale riduzione sia destinata a continuare. Inoltre, mancano dati sufficienti per valutare l'estensione per 14 specie (40%), quasi tutte ricadenti nella categoria “a rischio minimo”. Tale situazione dovrebbe indurre a considerare con cautela l'attendibilità delle stime e l'opportunità di una loro revisione.

## Conservazione
Minacce
L'eccessivo consumo di foreste naturali dovuto alla raccolta del legname, agli incendi, all'allevamento del bestiame, alle colture da reddito (canna da zucchero, coca, palma da olio) e allo sviluppo dell'agricoltura itinerante ha provocato una diffusa deforestazione e perdita di habitat e, di conseguenza, frammentazione e popolazioni isolate.
Inoltre: a) le autostrade Transamazônica e Santarém-Cuiabá e la costruzione e/o il miglioramento di nuove strade potrebbero anche promuovere l'espansione dell'agricoltura e dell'allevamento e anche aumentare la pressione venatoria; b) la realizzazione degli impianti idroelettrici di São Luís sul fiume Tapajós comporta la perdita di habitat e la costruzione di ulteriori impianti può inoltre incidere ulteriormente su parti di popolazioni; e c) vi è una minaccia generale di distruzione dell'habitat correlata all'esplorazione e allo sfruttamento pianificati di idrocarburi. Al contrario, una decina di specie fortunate vive in regioni remote, ancora isolate e non considerate immediatamente minacciate.
In sintesi, le principali minacce per queste specie sono gli insediamenti rurali, l'agricoltura, l'espansione urbana, il disboscamento, l'estensione delle reti stradali ed energetiche, l'estrazione mineraria, la riduzione dell'habitat e la caccia. Si prevede, inoltre, che il processo in corso di declassamento, ridimensionamento e degazzettamento delle aree protette e il cambiamento climatico provocheranno un calo della popolazione, anche all'interno delle aree protette.
Azioni
Numerose azioni sono state attuate con successo a diversi livelli per far fronte al declino delle popolazioni che colpisce la maggior parte delle specie e dovrebbero essere proseguite.
Ampie aree di terreno boschivo assegnate a comunità ben organizzate hanno svolto, e possono continuare a svolgere, un ruolo chiave nelle iniziative di conservazione. Le riserve indigene locali, le riserve private e una manciata di aree protette non federali e statali forniscono una certa protezione. La perdita di foreste deve essere mitigata o evitata mediante la creazione di nuove riserve private e governative e l'applicazione della legge per proteggere le "riserve legali". Il degrado forestale deve essere evitato anche mediante la prevenzione degli incendi e del disboscamento, che è stato recentemente intensificato dagli accaparratori di terreni incoraggiati dalla mancanza di applicazione.
Inoltre, con l'obiettivo di ridurre la pressione sulle popolazioni residue, dovrebbero essere adottate maggiori restrizioni e misure di mitigazione sia a livello federale che statale, per la creazione di nuovi insediamenti rurali e nei processi di autorizzazione ambientale (come gasdotti e centrali idroelettriche). Altre misure decisive includerebbero la sostituzione di vaste aree a monocoltura, che usano prodotti chimici, con modelli più sostenibili di uso del suolo, come l’agroforesteria e la produzione alimentare agroecologica. In alcune regioni dovrebbero essere sostenute le autorità già interessate a consolidare l'ecoturismo come opzione più sostenibile per lo sviluppo locale.
I piani nazionali di conservazione e gestione sono attualmente in fase di sviluppo e/o attuazione. Tra questi, alcuni potrebbero rappresentare un valido riferimento per la replicazione e lo sviluppo, come il “Piano d'azione nazionale per la conservazione dei primati nord-orientali” (coordinato dal “Centro nazionale per la ricerca e la conservazione dei primati brasiliani”), che stabilisce obiettivi per proteggere gli habitat rimanenti della specie e consolidare la connettività tra le popolazioni.
Inoltre, la ricerca è necessaria per colmare le lacune nelle conoscenze biologiche ed ecologiche. Questa conoscenza aiuterà nello sviluppo di appropriati programmi di monitoraggio delle popolazioni di Callicebus per determinare in che modo le diverse pressioni derivate dalle attività umane influenzino le scimmie e per sviluppare migliori misure di protezione.